# Troye-d'Ariège
 Troye-d'Ariège  là một xã ở tỉnh Ariège, thuộc vùng Occitanie ở phía tây nam nước Pháp.